# Articolo 81 della Costituzione italiana
L'articolo 81 della Costituzione italiana disciplina le regole essenziali del bilancio dello Stato che rappresenta il documento contabile in cui vengono elencate le entrate e le spese relative all'attività finanziaria dello Stato in un periodo di tempo determinato.
Appartiene alla Sezione II (La formazione delle leggi) della Parte Seconda (intitolata Ordinamento della Repubblica) della Carta costituzionale.

## Contenuto
Il ricorso all'indebitamento è consentito solo al fine di considerare gli effetti del ciclo economico e, previa autorizzazione delle Camere adottata a maggioranza assoluta dei rispettivi componenti, al verificarsi di eventi eccezionali.

Ogni legge che importi nuovi o maggiori oneri provvede ai mezzi per farvi fronte.

Le Camere ogni anno approvano con legge il bilancio e il rendiconto consuntivo presentati dal Governo.

L'esercizio provvisorio del bilancio non può essere concesso se non per legge e per periodi non superiori complessivamente a quattro mesi.

Il contenuto della legge di bilancio, le norme fondamentali e i criteri volti ad assicurare l'equilibrio tra le entrate e le spese dei bilanci e la sostenibilità del debito del complesso delle pubbliche amministrazioni sono stabiliti con legge approvata a maggioranza assoluta dei componenti di ciascuna Camera, nel rispetto dei principi definiti con legge costituzionale.»
(Costituzione della Repubblica Italiana, articolo 81)

## Descrizione
Tale documento contabile è essenziale in quanto è attraverso il bilancio che si attuano le scelte operate dal governo circa gli obiettivi di politica economica (significato politico del bilancio); inoltre la Costituzione ha introdotto un controllo della gestione delle risorse pubbliche da parte del Parlamento, (controllo finanziario), poiché ex art. 72 ultimo comma, la legge di approvazione di bilancio è promulgata con “la procedura normale di esame e di approvazione diretta da parte della Camera”.
Con il termine “bilanci”, l'articolo 81 si riferisce ai bilanci preventivi, presupposto di quelli consuntivi (cosiddetto rendiconto consuntivo).
Il bilancio preventivo si riferisce all'esercizio posteriore a quello in cui è redatto e contiene le entrate e le spese che si prevede di realizzare e sostenere nell'esercizio finanziario che sta per iniziare. Una mera autorizzazione che il Governo chiede per effettuare le operazioni indicate.
Al contrario, il rendiconto consuntivo si riferisce ad un esercizio già concluso ed indica le entrate concretamente realizzate e le spese effettivamente sostenute in tale periodo. Quindi, esso è qualificato rendiconto e non bilancio, in quanto rappresenta solo uno strumento di controllo e non di programmazione.  È legge solo in senso formale dal momento che non è possibile apportarvi alcune modifiche, ma fotografa la gestione finanziaria. Il Parlamento ben potrebbe non approvare questo documento, non provocando la paralisi dello Stato, trattandosi di un controllo ex post.
Nel 2012, il Senato ha approvato in seconda lettura il ddl costituzionale di riforma dell'art. 81, che introduce il pareggio di bilancio in Costituzione, superando il quorum necessario ad evitare il referendum popolare confermativo. Il nuovo articolo abroga il divieto di stabilire nuove spese o tributi tramite la legge di bilancio. Sono stati riformati gli articoli 97, 117 e 119 della Costituzione, dotando anche gli enti locali di autonomia di spesa e imposizione di nuovi tributi, nel rispetto del vincolo di pareggio di bilancio, col divieto di ricorso al debito per finanziare la gestione ordinaria.
Il vecchio testo dell'articolo recitava:

L’esercizio provvisorio del bilancio non può essere concesso se non per legge e per periodi non superiori complessivamente a quattro mesi.

Con la legge di approvazione del bilancio non si possono stabilire nuovi tributi e nuove spese.

Ogni altra legge che importi nuove o maggiori spese deve indicare i mezzi per farvi fronte.»
(Articolo 81 della Costituzione della Repubblica Italiana antecedente all'approvazione della l. cost. 1/2012)